# Isotenes anisa
Isotenes anisa är en fjärilsart som beskrevs av Diakonoff 1983. Isotenes anisa ingår i släktet Isotenes och familjen vecklare. Inga underarter finns listade i Catalogue of Life.